# Władimir Czerkasski
Władimir Aleksandrowicz Czerkasski (ros. Владимир Александрович Черкасский, ur. 1 kwietnia?/13 kwietnia 1824 w guberni tulskiej, zm. 3 marca 1878 w San Stefano) –  książę, prawnik.
Absolwent Uniwersytetu Moskiewskiego,  polityk Imperium Rosyjskiego, członek Komitetu Urządzającego, Rady Stanu i Rady Administracyjnej, dyrektor główny Komisji Rządowej Spraw Wewnętrznych i Komisji Rządowej Spraw Wewnętrznych i Duchownych Królestwa Kongresowego, przewodniczący Komisji Specjalnej do spraw reformy klasztorów rzymskokatolickich,  słowianofil.
W 1864 przyczynił się do wydania ukazu o zniesieniu patronatu (przeważnie katolickich właścicieli ziemskich) nad cerkwiami unickimi.